# 英吾斯塘乡 (莎车县)
英吾斯塘乡，是中华人民共和国新疆维吾尔自治区喀什地区莎车县下辖的一个乡镇级行政单位。

## 行政区划
英吾斯塘乡下辖以下地区：
喀库拉村、诺开提村、阔仕吾斯塘村、英吾斯塘村、托万吉格代巴格村、吾吐热吉格代巴格村、尤克日吉格代巴格村、明勒克村、兰杆村和喀让古托格拉克村。